# Arthur Burdett Frost

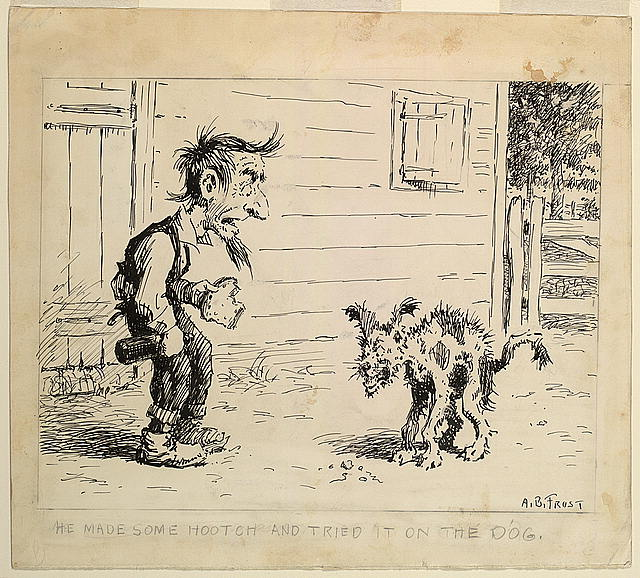
A. B. Frost, il·lustració de 1921.

Arthur Burdett Frost (17 de gener de 1851, Filadèlfia, Estats Units - 22 de juny de 1928) fou un pintor, il·lustrador i historietista estatunidenc, considerat un gran de l'"Edat Daurada de la Il·lustració Nord-americana". La seva obra es reconeix pel realisme de les seves escenes de caça i la seva representació dinàmica del moviment, situant-se a la cruïlla de la imatge múltiple i seqüencial de la que sortiran també el cinema i l'animació. Frost va il·lustrar 90 llibres i va produir centenars de pintures.

## Biografia
Frost va néixer el 17 de gener de 1851, en Filadèlfia, Pennsilvània, i fou el major de deu germans. El seu pare era professor de literatura. Es va fer litògraf, i el 1874 Charles Heber Clark li va demanar que il·lustrés "Out of the Hurly Burly", un llibre d'històries curtes d'humor, un llibre que es va tornar un èxit comercial, venent més d'un milió de còpies.
El 1876, Frost es va unir al departament d'art de l'editorial Harper & Brothers, on va treballar al costat d'il·lustradors reconeguts al país. En treballar aquí, va aprendre una gran varietat de tècniques. Frost patia de daltonisme, la qual cosa no li permetia veure certs colors. El 1877 i 1878, Frost va anar a Londres a estudiar amb alguns dels grans caricaturistes de l'època. Després va tornar a Filadèlfia i es va anar a estudiar a l'Acadèmia de Belles Arts de Filadèlfia amb el pintor Thomas Eakins, molt interessat llavors a la fotografia.
A partir de desembre de 1879, va publicar les seves primeres historietes, sent "Our Cat Eats Rat Poison" (1881), una de les més celebrades. Les recopilaria a Stuff and Nonsense (1884), The Bull Calf and Other Tales (1882), i Carlo (1913).
Entre 1906 i el maig de 1914, Frost i la seva família van viure a França, atrets pel moviment artístic impressionista. En tornar als Estats Units, va continuar sent il·lustrador i caricaturista, principalment per a la revista Life. Va morir el 22 de juny de 1928.